# Sure (singolo)
Sure è un singolo della boy band britannica Take That, primo estratto dal terzo album del gruppo, Nobody Else, nel 1994. Il brano rappresenta una svolta per le sonorità del gruppo, che adotta uno stile più "americano", più R&B rispetto al passato. La canzone è stata scritta da Gary Barlow, Robbie Williams e Mark Owen.

## Tracce
Singolo 12" vinile Regno Unito
1. Sure (Thumpers Club Mix) – 8:21
2. Sure (Brothers in Rhythm Mix)
3. Sure (Full Pressure Mix) – 5:37

Singolo maxi CD 1 Regno Unito
1. Sure – 3:40
2. Sure (Thumpers Club Mix) – 8:21
3. Sure (Full Pressure Mix) – 5:37
4. Sure (Strictly Barking Dub) – 7:16

Singolo maxi CD 2 Regno Unito
1. Sure – 3:39
2. No si aqui no hay amor – 3:57
3. You Are the One (Tonic Mix) – 5:50

Singolo CD Europa
1. Sure – 3:39
2. No si aqui no hay amor – 3:57

Singolo CD (Limited Edition)
1. Sure – 3:42
2. No si aqui no hay amor – 3:54
3. Why Can't I Wake Up with You (Club Mix) – 4:09
4. You Are the One (Tonic Mix) – 5:50

## Classifiche
| Classifica (1994) | Posizione massima |
| ----------------- | ----------------- |
| Australia         | 31                |
| Belgio            | 9                 |
| Danimarca         | 3                 |
| Europa            | 5                 |
| Finlandia         | 4                 |
| Francia           | 9                 |
| Germania          | 24                |
| Irlanda           | 3                 |
| Italia            | 2                 |
| Paesi Bassi       | 15                |
| Regno Unito       | 1                 |
| Spagna            | 17                |
| Svezia            | 30                |
| Svizzera          | 24                |